# Fussball Club Südtirol 2014-2015
Questa voce raccoglie le informazioni riguardanti il Fussball Club Südtirol nelle competizioni ufficiali della stagione 2014-2015.

## Stagione
Concluso il campionato 2013-2014 con la finale playoff promozione per la Serie B persa contro la Pro Vercelli, il Südtirol rinnova fino al 2016 il contratto con il tecnico Claudio Rastelli. Al suo fianco, in sostituzione di Stefano Manfioletti (divenuto allenatore del Dro in Serie D), viene chiamato quale vice-allenatore Alberto Nabiuzzi, già trainer delle squadre giovanili del Mezzocorona.
Il calciomercato estivo è segnato da molte transazioni; tornano in rosa Manuel Fischnaller, già goleador dei biancorossi negli anni precedenti (riscattato alle buste dalla Reggina), e Michael Cia (in esubero dall'AlbinoLeffe). A ingrossare la pattuglia altoatesina in rosa giungono altresì gli innesti di Gabriel Brugger (reduce da una stagione al Sankt Georgen di Brunico) e Fabian Tait (proveniente dal Marano), che si aggiungono ai "senatori" Hannes Kiem e Hannes Fink.
La squadra si raduna al centro sportivo Maso Ronco di Appiano sulla Strada del Vino il 16 luglio 2014, per poi recarsi in ritiro precampionato in Val Ridanna dal 20 luglio al 1º agosto, data nella quale avviene la presentazione pubblica del team, a Racines.
Il primo impegno stagionale è la Coppa Italia, nella quale il Südtirol avanza fino al secondo turno: dopo aver eliminato all'esordio il Teramo in casa per 3-2, viene sconfitto in trasferta 1-0 dal Catania. In Coppa Italia di Lega Pro i biancorossi vengono eliminati al primo turno in casa dal FeralpiSalò.
A seguito di una striscia di risultati deludenti intercorsa tra la 7ª e la 12ª giornata (e culminata con la sconfitta per 4-1 patita contro il FeralpiSalò, con la squadra che si ritrova al 14º posto in classifica con 13 punti), la società esonera il tecnico Claudio Rastelli, sostituendolo con Adolfo Sormani. Sotto la sua gestione, la squadra chiude il girone di andata vincendo cinque partite (di cui quattro di fila), più un pareggio e una sconfitta, risalendo in classifica. Nel girone di ritorno, tuttavia, una nuova sequela di risultati negativi spinge la società, il 19 aprile 2015, ad esonerare Sormani e il suo staff, chiamando al suo posto Giovanni Stroppa e il vice Andrea Guerra.

## Divise e sponsor
Le maglie da gioco per la stagione 2014-15 (analoghe a quelle dell'annata precedente) sono così strutturate: la divisa di casa è in gran parte bianca, con un motivo a scacchi bianco-rossi (mutuato dallo stemma sociale) che si allunga in diagonale verso la spalla destra e copre tutto il relativo lato della divisa. I pantaloncini sono bianchi con inserti simmetrici rossi, così come i calzettoni. Numeri e scritte sono in rosso.
La divisa da trasferta è perlopiù rossa, decorata da motivi spiroidali bianchi; i pantaloncini sono rossi con inserti bianchi, così come i calzettoni. Numeri e scritte sono in bianco.
La terza divisa è integralmente nera, con numeri e scritte in bianco.
Le divise dei portieri sono in tinta unita verde, blu o gialla, con pantaloncini di colore variabile e calzettoni in tinta.
Il motivo delle divise è stato progettato dal designer Antonino Benincasa, già autore del logo dei XX Giochi Olimpici Invernali, e successivamente votato dai tifosi mediante un sondaggio online.
Sponsor tecnico è Garman, mentre gli sponsor ufficiali di maglia sono Duka, il cui marchio appare al centro delle divise, Provincia autonoma di Bolzano (attraverso il cosiddetto "marchio ombrello" Südtirol) sulla manica sinistra e SEL sulla parte sinistra del petto. Nelle gare di Coppa Italia, al di sotto del numero sulla schiena, appare altresì il marchio Marlene.
| Casa | Trasferta | Terza divisa |

## Organigramma societario
Area direttiva
- Presidente: Walter Baumgartner
- Vicepresidente: Johann Krapf
- Amministratore delegato: Dietmar Pfeifer
- Direttore sportivo: Luca Piazzi
- Responsabile amministrativo: Gianluca Leonardi
- Collaboratore amministrativo: Emiliano Bertoluzza

Consiglio d'amministrazione
- Walter Baumgartner (presidente)
- Johann Krapf (vicepresidente)
- Dietmar Pfeifer (amministratore delegato)
- Luca Piazzi (direttore sportivo)
- Werner Gamper
- Luis Ignaz Hauser
- Kurt Holzknecht
- Markus Kuntner
- Hermann Larcher

Area organizzativa
- Team manager: Emiliano Bertoluzza
- Organizzazione/Segreteria: Michael Peterlini
- Delegato alla sicurezza: Lorenzo Buzzi
- Responsabile arbitri: Günther Plank

Area comunicazione e marketing
- Responsabile area comunicazione: Andrea Anselmi
- Marketing & Events: Hannes Fischnaller

Area tecnica
- Allenatore: Claudio Rastelli fino al 10 novembre 2014, poi Adolfo Sormani fino al 19 aprile 2015, infine Giovanni Stroppa
- Allenatore in seconda: Alberto Nabiuzzi, poi Giovanni Mazzella, infine Andrea Guerra
- Preparatore atletico: Fabio Trentin
- Preparatore portieri: Reinhold Harrasser
- Vicepreparatore portieri: Franco Nadalini

Area sanitaria
- Fisioterapisti: Mattia Zambaldi, Michele Morat
- Medico sociale: Pierpaolo Bertoli
- Consulente medico: Christian Thuile
- Recupero infortuni: Daniel Peruzzo
- Mental trainer: Gabriele Ghirardello

## Rosa
Aggiornata al 2 febbraio 2015.
| N. |                    | Ruolo | Calciatore             |
| -- | ------------------ | ----- | ---------------------- |
|    | Italia (bandiera)  | P     | Riccardo Melgrati      |
|    | Italia (bandiera)  | P     | Mirco Miori            |
|    | Italia (bandiera)  | D     | Emanuele Allegra       |
|    | Italia (bandiera)  | D     | Francesco Bertinetti   |
|    | Italia (bandiera)  | D     | Gabriel Brugger        |
|    | Italia (bandiera)  | D     | Andrea Ientile         |
|    | Italia (bandiera)  | D     | Hannes Kiem (capitano) |
|    | Italia (bandiera)  | D     | Marco Martin           |
|    | Romania (bandiera) | D     | Sebastian Mladen       |
|    | Italia (bandiera)  | D     | Davide Pacifico        |
|    | Italia (bandiera)  | D     | Andrea Peverelli       |
|    | Italia (bandiera)  | D     | Massimiliano Tagliani  |
|    | Italia (bandiera)  | D     | Walter Zullo           |
|    | Italia (bandiera)  | C     | Luca Bertoni           |
|    | Italia (bandiera)  | C     | Simone Branca          |
|    | Italia (bandiera)  | C     | Alessandro Campo       |

| N. |                     | Ruolo | Calciatore         |
| -- | ------------------- | ----- | ------------------ |
|    | Italia (bandiera)   | C     | Davide Cremonini   |
|    | Italia (bandiera)   | C     | Hannes Fink        |
|    | Italia (bandiera)   | C     | Alessandro Furlan  |
|    | Italia (bandiera)   | C     | Luca Mazzitelli    |
|    | Italia (bandiera)   | C     | Lorenzo Melchiori  |
|    | Italia (bandiera)   | C     | Davide Petermann   |
|    | Italia (bandiera)   | C     | Fabian Tait        |
|    | Italia (bandiera)   | A     | Luigi Canotto      |
|    | Italia (bandiera)   | A     | Matteo Chinellato  |
|    | Italia (bandiera)   | A     | Michael Cia        |
|    | Italia (bandiera)   | A     | Manuel Fischnaller |
|    | Croazia (bandiera)  | A     | Ivan Lendrić       |
|    | Italia (bandiera)   | A     | Manuel Marras      |
|    | Ungheria (bandiera) | A     | Soma Novothny      |
|    | Georgia (bandiera)  | A     | Irakli Shekiladze  |

In corsivo i giocatori che hanno lasciato la società a stagione in corso.

## Calciomercato

### Sessione estiva(dal 1/7 al 31/8)
| Acquisti         | Acquisti             | Acquisti       | Acquisti                      |
| R.               | Nome                 | da             | Modalità                      |
| ---------------- | -------------------- | -------------- | ----------------------------- |
| P                | Riccardo Melgrati    | Cesena         | prestito                      |
| P                | Mirco Miori          | Atalanta       | prestito                      |
| D                | Francesco Bertinetti | Juventus       | definitivo                    |
| D                | Gabriel Brugger      | Sankt Georgen  | definitivo                    |
| D                | Sebastian Mladen     | Roma           | definitivo                    |
| D                | Andrea Ientile       | Torino         | prestito                      |
| D                | Davide Pacifico      | Milan          | prestito                      |
| D                | Gianluca Rubin       | Bra            | fine prestito                 |
| C                | Luca Bertoni         | Carpi          | definitivo                    |
| C                | Alessandro Campo     | Roma           | fine prestito                 |
| C                | Michael Cia          | AlbinoLeffe    | definitivo                    |
| C                | Luca Mazzitelli      | Roma           | prestito                      |
| C                | Davide Petermann     | Palermo        | prestito                      |
| C                | Fabian Tait          | Marano         | definitivo                    |
| A                | Luigi Canotto        | Sorrento       | definitivo                    |
| A                | Matteo Chinellato    | Milan          | prestito                      |
| A                | Manuel Fischnaller   | Reggina        | risoluzione compartecipazione |
| A                | Ivan Lendrić         | Kapfenberger   | definitivo                    |
| A                | Manuel Marras        | Spezia         | fine prestito                 |
| Altre operazioni |                      |                |                               |
| R.               | Nome                 | da             | Modalità                      |
| P                | Luca Tenderini       | Sambonifacese  | fine prestito                 |
| C                | Gianmaria Conci      | Mezzocorona    | fine prestito                 |
| C                | Moritz Eisenstecken  | Aurora Seriate | fine prestito                 |
| C                | Andrea Molinelli     | Gubbio         | fine prestito                 |
| A                | Vincenzo Calì        | Mezzocorona    | fine prestito                 |
| A                | Jonas Clementi       | Mezzocorona    | fine prestito                 |

| Cessioni         | Cessioni            | Cessioni         | Cessioni      |
| R.               | Nome                | a                | Modalità      |
| ---------------- | ------------------- | ---------------- | ------------- |
| P                | Alessandro Micai    | Bari             | definitivo    |
| P                | Davide Facchin      | Pavia            | fine prestito |
| P                | Enrico Tonozzi      | Novara           | fine prestito |
| D                | Daniel Cappelletti  | Palermo          | fine prestito |
| D                | Mohamed Traoré      | Parma            | fine prestito |
| D                | Andrea Peverelli    | Novara           | fine prestito |
| C                | Pierluigi Bastone   | Pergolettese     | definitivo    |
| C                | Riccardo Cocuzza    | Parma            | fine prestito |
| C                | Mattia Minesso      | Cittadella       | fine prestito |
| C                | Alex Pederzoli      | Pavia            | definitivo    |
| C                | Gianluca Turchetta  | Cesena           | fine prestito |
| C                | Francesco Vassallo  | Palermo          | fine prestito |
| A                | Valon Ahmedi        | Celje            | definitivo    |
| A                | Simone Corazza      | Sampdoria        | fine prestito |
| A                | Simone Dell'Agnello | Livorno          | fine prestito |
| A                | Luca Veratti        | Bologna          | fine prestito |
| Altre operazioni |                     |                  |               |
| R.               | Nome                | a                | Modalità      |
| P                | Luca Tenderini      | Virtus Verona    | definitivo    |
| C                | Moritz Eisenstecken | Dro              | prestito      |
| C                | Andrea Molinelli    | Livorno          | definitivo    |
| A                | Vincenzo Calì       | Villafranca      | prestito      |
| A                | Jonas Clementi      | Virtus Don Bosco | definitivo    |
| A                | Gianmaria Conci     | Virtus Don Bosco | definitivo    |

### Sessione invernale(dal 5/1 al 2/2)
| Acquisti         | Acquisti          | Acquisti   | Acquisti   |
| R.               | Nome              | da         | Modalità   |
| ---------------- | ----------------- | ---------- | ---------- |
| D                | Emanuele Allegra  | Napoli     | prestito   |
| D                | Andrea Peverelli  | Novara     | prestito   |
| D                | Walter Zullo      | svincolato | definitivo |
| A                | Soma Novothny     | Napoli     | prestito   |
| A                | Irakli Shekiladze | Latina     | prestito   |
| Altre operazioni |                   |            |            |
| R.               | Nome              | da         | Modalità   |

| Cessioni         | Cessioni             | Cessioni      | Cessioni                |
| R.               | Nome                 | a             | Modalità                |
| ---------------- | -------------------- | ------------- | ----------------------- |
| D                | Davide Pacifico      | AlbinoLeffe   | prestito                |
| D                | Francesco Bertinetti | AltoVicentino | prestito                |
| C                | Lorenzo Melchiori    | Mezzocorona   | prestito                |
| C                | Davide Petermann     | Torres        | prestito                |
| Altre operazioni |                      |               |                         |
| R.               | Nome                 | a             | Modalità                |
| A                | Luigi Canotto        | svincolato    | risoluzione consensuale |
| A                | Ivan Lendrić         | svincolato    | risoluzione consensuale |

## Risultati

### Lega Pro

#### Girone di andata
| Como 31 agosto 2014, ore 18:00 CEST 1ª giornata | Como               | 0 – 0 referto | Südtirol | Stadio Giuseppe Sinigaglia (1.313 spett.)\| Arbitro: \| Marinelli (Tivoli) \| |
| Arbitro:                                        | Marinelli (Tivoli) |               |          |                                                                               |

| Arbitro: | Andreini (Forlì) |

|                              |           |                                     |
| Campo 37’ (rig.) Lendrić 78’ | Marcatori | 13’ Proietti 61’ Semenzato 76’ Nolé |

| Arbitro: | Rapuano (Rimini) |

|  |           |             |
|  | Marcatori | 22’ Lendrić |

| Arbitro: | Pelagatti (Arezzo) |

|            |           |  |
| Marras 61’ | Marcatori |  |

| Arbitro: | Lanza (Nichelino) |

|                              |           |                            |
| Jadid 10’, 38’ Brighenti 60’ | Marcatori | 44’ Fischnaller 46’ Marras |

| Arbitro: | Pietropaolo (Modena) |

|                      |           |  |
| Fischnaller 44’, 68’ | Marcatori |  |

| Arbitro: | Di Ruberto (Nocera Inferiore) |

|                           |           |                     |
| Marconi 17’ Mezavilla 59’ | Marcatori | 4’ Lendrić 65’ Fink |

| Arbitro: | Maggioni (Lecco) |

|                 |           |                               |
| Fischnaller 25’ | Marcatori | 44’ Scaccabarozzi 80’ Gavazzi |

| Arbitro: | Fanton (Lodi) |

|           |           |                 |
| Bruno 21’ | Marcatori | 56’ Fischnaller |

| Arbitro: | Giua (Pisa) |

|            |           |  |
| Evacuo 46’ | Marcatori |  |

| Arbitro: | Mastrodonato (Molfetta) |

|                 |           |             |
| Fischnaller 46’ | Marcatori | 68’ Momenté |

| Arbitro: | Zanonato (Vicenza) |

|                                          |           |                 |
| Fabris 2’, 67’ Bracaletti 71’ Romero 74’ | Marcatori | 62’ Fischnaller |

| Arbitro: | Panarese (Lecce) |

|                            |           |  |
| Fischnaller 9’ Lendrić 45’ | Marcatori |  |

| Arbitro: | Fourneau (Roma) |

|  |           |            |
|  | Marcatori | 90’ Branca |

| Arbitro: | Guarino (Caltanissetta) |

|                            |           |  |
| Martin 25’ Fischnaller 72’ | Marcatori |  |

| Arbitro: | Bertani (Pisa) |

|  |           |                        |
|  | Marcatori | 48’ (rig.) Fischnaller |

| Bolzano 13 dicembre 2014, ore 14:30 CET 17ª giornata | Südtirol         | 0 – 0 referto | Pavia | Stadio Druso (1.200 spett.)\| Arbitro: \| Proietti (Terni) \| |
| Arbitro:                                             | Proietti (Terni) |               |       |                                                               |

| Arbitro: | Baroni (Firenze) |

|             |           |  |
| Rossini 63’ | Marcatori |  |

| Arbitro: | Dionisi (L'Aquila) |

|                                              |           |                                          |
| Novothny 18’, 39’ Martin 52’ Fischnaller 78’ | Marcatori | 4’ Montini 69’ Bonvissuto 83’ Villagatti |

#### Girone di ritorno
| Arbitro: | Baldicchi (Città di Castello) |

|                      |           |  |
| Campo 30’ Marras 75’ | Marcatori |  |

| Bassano del Grappa 18 gennaio 2015, ore 16:00 CET 21ª giornata | Bassano Virtus | 0 – 0 referto | Südtirol | Stadio Rino Mercante (900 spett.)\| Arbitro: \| Serra (Torino) \| |
| Arbitro:                                                       | Serra (Torino) |               |          |                                                                   |

| Arbitro: | Pillitteri (Palermo) |

|           |           |                       |
| Marras 8’ | Marcatori | 24’ (rig.) Bellazzini |

| Arbitro: | Capone (Palermo) |

|  |           |              |
|  | Marcatori | 49’ Novothny |

| Arbitro: | Sassoli (Arezzo) |

|                                     |           |           |
| Tagliani 4’ Novothny 25’ Mladen 36’ | Marcatori | 90’ Jadid |

| Arbitro: | Morreale (Roma) |

|            |           |  |
| Pisani 34’ | Marcatori |  |

| Arbitro: | Prontera (Bologna) |

|            |           |                            |
| Marras 43’ | Marcatori | 22’ (aut.) Zullo 45’ Iunco |

| Arbitro: | Massimi (Termoli) |

|             |           |  |
| Cocuzza 10’ | Marcatori |  |

| Arbitro: | D'Apice (Arezzo) |

|         |           |              |
| Cia 84’ | Marcatori | 90+2’ Aladje |

| Bolzano 13 marzo 2015, ore 20:45 CET 29ª giornata | Südtirol         | 1 – 1 referto | Novara | Stadio Druso (500 spett.)\| Arbitro: \| Fiore (Barletta) \| |
| Arbitro:                                          | Fiore (Barletta) |               |        |                                                             |

| Arbitro: | Sprezzola (Mestre) |

|                  |           |                 |
| Momentè 72’, 76’ | Marcatori | 63’ Fischnaller |

| Arbitro: | Dei Giudici (Latina) |

|  |           |                |
|  | Marcatori | 86’ Bracaletti |

| Lumezzane 28 marzo 2015, ore 14:30 CET 32ª giornata | Lumezzane         | 0 – 0 referto | Südtirol | Stadio Tullio Saleri (300 spett.)\| Arbitro: \| Piscopo (Imperia) \| |
| Arbitro:                                            | Piscopo (Imperia) |               |          |                                                                      |

| Bolzano 2 aprile 2015, ore 14:30 CEST 33ª giornata | Südtirol                | 0 – 0 referto | Torres | Stadio Druso (300 spett.)\| Arbitro: \| Guarino (Caltanissetta) \| |
| Arbitro:                                           | Guarino (Caltanissetta) |               |        |                                                                    |

| Arbitro: | Tardino (Milano) |

|                 |           |  |
| Maccan 12’, 16’ | Marcatori |  |

| Arbitro: | Caso (Verona) |

|  |           |              |
|  | Marcatori | 7’ Boniperti |

| Arbitro: | Boggi (Salerno) |

|                                   |           |                             |
| Cardin 5’ Ferretti 10’ Marchi 40’ | Marcatori | 33’, 71’ (rig.) Fischnaller |

| Arbitro: | Robilotta (Sala Consilina) |

|  |           |                        |
|  | Marcatori | 38’ Rossini 55’ Perico |

| Arbitro: | Viotti (Tivoli) |

|                  |           |                                        |
| Erpen 63’ (rig.) | Marcatori | 9’ Brugger 22’ (rig.), 77’ Fischnaller |

### Coppa Italia
| Arbitro: | Rasia (Bassano del Grappa) |

|                               |           |                            |
| Fink 32’ Fischnaller 85’, 88’ | Marcatori | 66’, 90+2’ (rig.) Lapadula |

| Arbitro: | Saia (Palermo) |

|              |           |  |
| Martinho 23’ | Marcatori |  |

### Coppa Italia Lega Pro

#### Turni a eliminazione diretta
| Arbitro: | Mantelli (Brescia) |

|  |           |                                 |
|  | Marcatori | 34’ Romero 42’ (rig.) Cittadino |

## Statistiche

### Statistiche di squadra
| Competizione          | Punti | In casa | In casa | In casa | In casa | In casa | In casa | In trasferta | In trasferta | In trasferta | In trasferta | In trasferta | In trasferta | Totale | Totale | Totale | Totale | Totale | Totale | DR |
| Competizione          | Punti | G       | V       | N       | P       | Gf      | Gs      | G            | V            | N            | P            | Gf           | Gs           | G      | V      | N      | P      | Gf     | Gs     | DR |
| --------------------- | ----- | ------- | ------- | ------- | ------- | ------- | ------- | ------------ | ------------ | ------------ | ------------ | ------------ | ------------ | ------ | ------ | ------ | ------ | ------ | ------ | -- |
| Lega Pro              | 47    | 19      | 7       | 6       | 6       | 24      | 19      | 19           | 5            | 5            | 9            | 16           | 22           | 38     | 12     | 11     | 15     | 40     | 41     | -1 |
| Coppa Italia          | -     | 1       | 1       | 0       | 0       | 3       | 2       | 1            | 0            | 0            | 1            | 0            | 1            | 2      | 1      | 0      | 1      | 3      | 3      | 0  |
| Coppa Italia Lega Pro | -     | 1       | 0       | 0       | 1       | 0       | 2       | 0            | 0            | 0            | 0            | 0            | 0            | 1      | 0      | 0      | 1      | 0      | 2      | -2 |
| Totale                | 47    | 21      | 8       | 6       | 7       | 27      | 23      | 20           | 5            | 5            | 10           | 16           | 23           | 41     | 13     | 11     | 17     | 43     | 46     | -3 |

### Andamento in campionato
| Giornata  | 1 | 2  | 3  | 4 | 5 | 6 | 7 | 8 | 9  | 10 | 11 | 12 | 13 | 14 | 15 | 16 | 17 | 18 | 19 | 20 | 21 | 22 | 23 | 24 | 25 | 26 | 27 | 28 | 29 | 30 | 31 | 32 | 33 | 34 | 35 | 36 | 37 | 38 |
| --------- | - | -- | -- | - | - | - | - | - | -- | -- | -- | -- | -- | -- | -- | -- | -- | -- | -- | -- | -- | -- | -- | -- | -- | -- | -- | -- | -- | -- | -- | -- | -- | -- | -- | -- | -- | -- |
| Luogo     | T | C  | T  | C | T | C | T | C | T  | T  | C  | T  | C  | T  | C  | T  | C  | T  | C  | C  | T  | C  | T  | C  | T  | C  | T  | C  | C  | T  | C  | T  | C  | T  | C  | T  | C  | T  |
| Risultato | N | P  | V  | V | P | V | N | P | N  | P  | N  | P  | V  | V  | V  | V  | N  | P  | V  | V  | N  | N  | V  | V  | P  | P  | P  | N  | N  | P  | P  | N  | N  | P  | P  | P  | P  | V  |
| Posizione | 7 | 15 | 14 | 7 | 9 | 7 | 7 | 9 | 13 | 14 | 14 | 14 | 11 | 11 | 9  | 8  | 9  | 9  | 9  | 8  | 7  | 7  | 5  | 5  | 5  | 8  | 8  | 8  | 7  | 8  | 9  | 9  | 9  | 11 | 11 | 13 | 14 | 10 |

Legenda:

Luogo: C = Casa; T = Trasferta. Risultato: V = Vittoria; N = Pareggio; P = Sconfitta.

## Giovanili

### Organigramma societario
Area direttiva
- Responsabile settore giovanile: Alex Schraffl
- Responsabile scuola calcio: Arnold Schwellensattl

Staff tecnico squadra Berretti
- Allenatore: Massimiliano Caliari
- Allenatore in seconda: Paolo Magno
- Allenatore portieri: Domenico Torcasio
- Preparatore atletico: Livio Zerbini
- Fisioterapista: Michele Morat
- Dirigente accompagnatore: Flavio De Monte

Staff tecnico squadra Allievi Nazionali
- Allenatore: Giampaolo Morabito
- Allenatore in seconda: Mirko Bottamedi
- Allenatore portieri: Antonio Tenderini
- Preparatore atletico: Livio Zerbini
- Fisioterapista: Marco D'Amato
- Dirigente accompagnatore: Stefano Rizzioli

Staff tecnico squadra Allievi Regionali
- Allenatore: Mario Campaner
- Allenatore in seconda: Davide Fontana
- Allenatore portieri: Franco Nadalini
- Preparatore atletico: Livio Zerbini
- Fisioterapista: Marco D'Amato
- Dirigente accompagnatore: Paolo Vecchia

Staff tecnico squadra Giovanissimi Nazionali
- Allenatore: Salvatore Leotta
- Allenatore in seconda: Nicolò Varesco
- Allenatore portieri: Roberto Ceron
- Preparatore atletico: Livio Zerbini
- Fisioterapista: Marco D'Amato
- Dirigente accompagnatore: Emiliano De Cassan

Staff tecnico squadra Giovanissimi Regionali
- Allenatore: Arnold Schwellensattl
- Allenatore in seconda: Nicolò Varesco
- Allenatore portieri: Massimo Schipilliti
- Fisioterapista: Marco D'Amato

Staff tecnico squadra Giovanissimi Provinciali
- Allenatore: Luca Palmino
- Allenatore in seconda: Davide Saiani
- Allenatore portieri: Massimo Schipilliti
- Fisioterapista: Marco D'Amato

Staff tecnico squadra Giovanissimi Elite Veneto
- Allenatore: Marco Marzari
- Allenatore in seconda: Daniel Ochner
- Allenatore portieri: Roberto Ceron
- Preparatore atletico: Livio Zerbini
- Fisioterapista: Marco D'Amato
- Dirigente accompagnatore: Michele Damiani

Staff tecnico squadra Esordienti
- Allenatore: Michele Saltori
- Allenatore in seconda: Andrea Benedetti
- Allenatore portieri: Massimo Schipilliti
- Fisioterapista: Marco D'Amato

Staff tecnico squadre Piccoli Amici e Under 8 VSS
- Allenatore: Rudy Berardo
- Allenatore in seconda: Giorgio Buonavia

Staff tecnico squadra Under 11 VSS
- Allenatore: Michael Blasbichler
- Allenatore in seconda: Stefano Crepaz
- Allenatore portieri: Massimo Schipilliti
- Fisioterapista: Marco D'Amato

Staff tecnico squadra Under 10 VSS
- Allenatore: Daniele Pinsi
- Allenatore in seconda: Ivan Pichler
- Allenatore portieri: Massimo Schipilliti
- Fisioterapista: Marco D'Amato